# Ноай, Поль де
Поль де Ноай (фр. Paul de Noailles; 4 января 1802, Париж — 29 мая 1885, там же) — 3-й герцог д'Айен и 6-й герцог де Ноай, пэр Франции, историк.

## Биография
Сын маркиза Луи Жюля Сезара де Ноая (1773—1838) и Полины Лоретты Ле Куто дю Моле (1776—1802), которая умерла на следующий день после его рождения. В детстве и юности много путешествовал по Европе. 
С разрешения Людовика XVIII наследовал своему бездетному двоюродному деду герцогу Жану Луи Полю Франсуа де Ноаю: в 1823 стал герцогом д’Айен, в 1824 герцогом де Ноай и пэром Франции. В том же году стал, как и предыдущий герцог, рыцарем ордена Золотого руна (испанского).
5 февраля 1827 вошел в состав палаты пэров по праву наследования, на место двоюродного деда, в соответствии с ордонансом 6 января 1823, позволявшим передачу пэрства родственникам из боковых линий.
В 1830 году принес присягу Луи-Филиппу, и впервые поднялся на трибуну 19 апреля 1831, чтобы протестовать против изгнания Карла X и членов его семьи. 12 января 1832 повторил свой протест. Отстаивал принцип наследственности пэрства. Боролся против осадного положения, против министерского предложения представить на суд палаты парижских и лионских мятежников, и против строительства парижских укреплений. Предлагал союз с Россией, более предпочтительный, по его мнению, чем союз с Англией.
Вернувшись после революции 1848 года в частную жизнь, посвятил себя литературе.
Близкий друг Шатобриана, он баллотировался в Академию на его место, и при поддержке мадам Рекамье, княгини Ливен и герцога Паскье 11 января 1849 был избран 25 голосами из 31. Соперничавший с ним Оноре Бальзак получил всего 4 голоса. Выбор академиков вызвал бурю возмущения в прессе и среди образованной публики, но это не помешало Анри Патену 6 декабря того же года принять де Ноая в число «бессмертных».
3 марта 1871 был назначен послом в Россию, но уже 13 июня отказался от должности по состоянию здоровья.
Был известным парламентским оратором и историком. Самым значительным историческим сочинением де Ноая является 4-томная «История Мадам де Ментенон», с которой дом де Ноай состоял в родстве. Его предок Адриан Морис де Ноай женился на племяннице и наследнице знаменитой маркизы.
Помимо государственной и научной деятельности, Поль де Ноай входил в состав административных советов нескольких железнодорожных компаний.

## Семья
Жена (1823): Алисия Эльфрида Виктюрньена де Рошешуар-Мортемар (1800—1887), дочь Виктюрньена-Жана-Батиста де Рошешуара (1752—1812), герцога де Мортемара и Аделаиды Полины Розали де Коссе-Бриссак (1765—1820)
Дети:
- Полин Виктюрньен де Ноай (12.1824—4.04.1844). Муж (20.06.1842): граф Мари Жозеф Виктор Морис де Ноай (1810—1884)
- Мари Габриель де Ноай (19.10.1824—25.04.1828)
- Жюль-Шарль-Виктюрньен де Ноай (12.10.1826—6.03.1895), герцог де Ноай. Жена (3.05.1851): Клотильда Каролина Антуанетта де Ла-Ферте-Мёнг (1831—1913)
- Поль де Ноай (5.10.1827—1.09.1867)
- Эмманюэль Анри Виктюрньен де Ноай (15.09.1830—16.02.1909), маркиз де Ноай. Жена (1866): Элеонора Адриана Лахманн (1827—1892)

## Сочинения
- Histoire de la maison royale de saint Louis à Saint-Cyr (1843)
- Éloge de Scipion de Dreux, marquis de Brézé (1846)
- Histoire de Madame de Maintenon et des principaux événements du règne de Louis XIV (1848—1858) 4 vol.
- Éloge de M. de Chateaubriand (1850) (речь при вступлении во Французскую академию)
- Anne-Paule-Dominique de Noailles, marquise de Montagu (1859)